# Arturo Castro (actor)
Arturo Castro (Guatemala, 26 de noviembre de 1985) es un actor guatemalteco mejor conocido por su interpretación de Jaimé Castro en la serie Broad City de Comedy Central, David Rodríguez en la serie Narcos de Netflix y Pablo Escobar en la película weird: The Al Yankovic Story de The Roku Channel.

## Carrera
Castro presentó su propio programa, Conexión, en la cadena nacional de Guatemala, un año antes de mudarse a la ciudad de Nueva York. En Nueva York, asistió a la American Academy of Dramatic Arts, donde conoció a Abbi Jacobson e Ilana Glazer y consiguió el papel de Jaimé en Broad City. Castro tuvo uno de los papeles principales en el drama bélico de Ang Lee Billy Lynn's Long Halftime Walk, interpretando a Marcellino "Mango" Montoya, un miembro del Escuadrón Bravo de Billy Lynn.
En 2017, Arturo consiguió un papel como David Rodríguez, hijo del capo del Cartel de Cali, Miguel Rodríguez Orejuela, en la temporada 3 de la serie Narcos de Netflix. También interpretó a José en Bushwick, una película sobre Lucy, de 20 años, y el veterano de guerra Stupe, que dependen el uno del otro para sobrevivir cuando una fuerza militar de Texas invade su vecindario de Brooklyn.
Castro creó y protagonizó Alternatino with Arturo Castro de Comedy Central, un programa de comedia centrado en la vida de un hombre latino moderno. El programa se estrenó en junio de 2019 y duró una temporada.

## Influencias
Castro cita a Eddie Izzard, Robin Williams, y Al Pacino como importantes influencias cómicas y de actuación.

## Filmografía

### Películas
| Año  | Título                            | Papel           | Notas        |
| ---- | --------------------------------- | --------------- | ------------ |
| 2008 | Looking for Palladin              | Nestor          |              |
| 2009 | Taught to Hate                    | Antonio         | Cortometraje |
| 2009 | The Likes of Us                   | Mr. Franklin    |              |
| 2009 | Lovebug                           | Dennis 492      | Cortometraje |
| 2009 | How to Come Home                  | Billy           | Cortometraje |
| 2009 | Cuando ya no me quieras           | Felipe          | Cortometraje |
| 2009 | Behind Closed Doors               | Novio           | Cortometraje |
| 2009 | Adan                              | Miguel Correo   | Cortometraje |
| 2010 | Heaven Is Waiting                 | Driver          | Cortometraje |
| 2010 | Tiempo al tiempo                  | Cisco           | Cortometraje |
| 2010 | Fair Lawn                         | Jose Aviles     | Cortometraje |
| 2010 | The Troy Shawn Welcome Story      | Raymond         | Cortometraje |
| 2010 | Apparition                        | Omar            | Cortometraje |
| 2011 | Tobi                              |                 |              |
| 2011 | Yi's Story                        | Caesar          | Cortometraje |
| 2011 | Come Home Raquel                  | Luis            |              |
| 2012 | Indigo Children                   | Armand          |              |
| 2012 | Vivir Asi                         | Tito            | Cortometraje |
| 2012 | Caregiver                         | Ricky           | Cortometraje |
| 2014 | Sun Belt Express                  | Miguel          |              |
| 2014 | Text Amy                          | Luis Eduardo    | Cortometraje |
| 2015 | Vicky & Jonny                     | Jonny Devitto   | Cortometraje |
| 2015 | Mi America                        | Ignacio         |              |
| 2015 | Ghost Story Club                  | Gary            | Cortometraje |
| 2016 | Ace the Case                      | Juan            |              |
| 2016 | Railway Spine                     | Vinny           |              |
| 2016 | Billy Lynn's Long Halftime Walk   | "Mango" Montoya |              |
| 2017 | Bushwick                          | Jose            |              |
| 2017 | Deidra &amp; Laney Rob a Train    | McMillan        |              |
| 2017 | Snatched                          | Dr. Armando     |              |
| 2018 | Brand New Old Love                | Charlie Cates   |              |
| 2019 | The Informer                      | Daniel Gomez    |              |
| 2019 | Semper Fi                         | "Snowball"      |              |
| 2019 | La dama y el vagabundo            | Joe             |              |
| 2020 | La galería de los corazones rotos | Marcos          |              |
| 2021 | Yes Day                           | Officer Jones   |              |
| 2021 | Dating and New York               | Bradley         |              |
| 2022 | weird: The Al Yankovic Story      | Pablo Escobar   |              |
| 2022 | El menú                           | Soren           |              |
| 2023 | Molli and Max in the Future       | Walter          |              |
| 2025 | Road House                        |                 |              |
| TBA  | The Room                          |                 | [ 6 ]        |
| TBA  | Mike & Nick & Nick & Alice        |                 | [ 7 ]        |

### Televisión
| Año       | Título                               | Papel                    | Notas                                    |
| --------- | ------------------------------------ | ------------------------ | ---------------------------------------- |
| 2009–2013 | We Speak NYC                         | Jorge / Fredy            | Episodio: "Love and Money" & "The Storm" |
| 2012      | The Pack                             |                          | Episodio: Juan                           |
| 2013      | Lady Business                        | Tyler                    | 2 episodios                              |
| 2014      | 2040                                 | Arturo Winthrop          |                                          |
| 2014–2019 | Broad City                           | Jaimé Castro             | 25 episodios                             |
| 2015      | The Good Wife                        | Juan                     | Episodio: "The Debate"                   |
| 2015      | Sex&Drugs&Rock&Roll                  | Chico de la pizza        | Episodio: "Doctor Doctor"                |
| 2015–2016 | Alternatino                          | Arturo                   | Serie web, 6 episodios                   |
| 2016      | Invented Today                       | Hamilton                 |                                          |
| 2017      | No Activity                          | Pedro                    | 6 episodios                              |
| 2017      | Narcos                               | David Rodríguez          | 10 episodios                             |
| 2017      | No Activity                          | Miguel                   | 7 episodios                              |
| 2018      | Ghost Story Club                     | Gary                     | 8 episodios                              |
| 2019      | Dollar Store Therapist               | Arturo                   | Episodio: "Sharks"                       |
| 2019      | Alternatino with Arturo Castro       | Varios                   | También creador y productor ejecutivo    |
| 2019      | Room 104                             | Craig                    | Episodio: "Itchy"                        |
| 2019      | Silicon Valley                       | Máximo Reyes             | Última temporada                         |
| 2019–2020 | Elena de Ávalor                      | Felipe (voz)             | 2 episodios                              |
| 2020      | American Dad!                        | Aldeano colombiano (voz) | Episodio: "100 Years a Solid Fool"       |
| 2020      | Flipped                              | Diego                    | 6 episodios                              |
| 2020      | At Home with Amy Sedaris             | Castrodamus              | Episodio: "New Year's"                   |
| 2021      | Mr. Corman                           | Victor                   | 8 episodios                              |
| 2022      | Is It Cake?                          | Él mismo (juez)          | Netflix                                  |
| 2022      | The Proud Family: Louder and Prouder | Neato Tito (voz)         | Episodio: "Get In"                       |
| 2022      | The Terminal List                    | Jordan Groff             | Amazon Prime, 3 episodios                |
| 2022      | Entergalactic                        | Len (voz)                | Netflix                                  |
| 2022      | The Recruit                          | Sandoval Luna            | Episodio: "I.C.I.N.C."                   |